# Xã Caldwell, Quận Sumner, Kansas
Xã Caldwell (tiếng Anh: Caldwell Township) là một xã thuộc quận Sumner, tiểu bang Kansas, Hoa Kỳ. Năm 2010, dân số của xã này là 157 người.